# Magnus Sheffield
Pour les articles homonymes, voir Sheffield (homonymie).
Magnus Sheffield, né le 19 avril 2002 à Pittsford (New York), est un coureur cycliste américain.

## Biographie

### Débuts cyclistes et carrière chez les juniors
Magnus Sheffield s'illustre entre 2018 et 2020 dans la catégorie des juniors (moins de 19 ans). En novembre 2018, il est champion panaméricain de cyclo-cross juniors. En septembre 2019, il gagne deux étapes et se classe deuxième du général du Keizer der Juniores, derrière son compatriote Quinn Simmons. Le 26 septembre, il décoche la médaille de bronze au championnat du monde sur route juniors, remporté en solitaire par Simmons.
Le 19 novembre 2020, il bat sur piste le record du monde juniors de la poursuite sur 3 kilomètres. Il réalise ce record sur le vélodrome de Colorado Springs, en altitude, avec un temps de 3 minutes et 6,447 secondes contre 3 minutes et 9,710 secondes pour le précédent record. Ce record n'est cependant pas officiellement homologué par l'Union cycliste internationale.

### Carrière professionnelle
En 2021, il rejoint l'équipe américaine Rally Cycling, évoluant en deuxième division. En juin, il se classe sixième du championnat des États-Unis du contre-la-montre. Le 18 août, il annonce qu'il quitte l'équipe pour « franchir une nouvelle étape dans [m]sa carrière »,.
En 2022, il rejoint l'équipe britannique World Tour Ineos Grenadiers. La première course de Sheffield pour sa nouvelle équipe est l'Étoile de Bessèges. Dans le Tour d'Andalousie qui suit, il remporte à 19 ans sa première victoire internationale après une attaque dans le dernier kilomètre de la troisième étape. Le 13 avril, il remporte en solitaire la Flèche brabançonne.
En juin 2023, il est blessé dans une chute lors de la 5e étape du Tour de Suisse en compagnie de Gino Mäder qui perd la vie. 

## Palmarès sur route

### Palmarès amateur
- 2018
  -  Champion des États-Unis sur route juniors (15-16 ans)[8]
  - 1re étape de la San Dimas Stage Race juniors (contre-la-montre)
  - Quabbin Reservoir Road Race
  - Green Mountain Stage Race juniors :
    - Classement général
    - 1re étape (contre-la-montre)
- 2019
  - 1re et 2e étapes secteur B du  Keizer der Juniores
  - 2e du  Keizer der Juniores
  -  Médaillé de bronze du championnat du monde sur route juniors
  - 3e du Grand Prix Rüebliland
- 2020
  - Valley of the Sun Stage Race :
    - Classement général
    - 1re étape (contre-la-montre)

  - 3e du Tour of the Southern Highlands
- 2021
  - 10e du championnat du monde du contre-la-montre espoirs

### Palmarès professionnel
- 2022
  - 3e étape du Tour d'Andalousie
  - Flèche brabançonne
  - 2e étape du Tour du Danemark (contre-la-montre)
  - 2e du Tour du Danemark
- 2023
  - 2e du Tour de Norvège
  - 4e du Tour Down Under
- 2024
  - 3e du Tour d'Autriche
  - 5e du Tour de Pologne
  - 6e du Tour des Flandres
- 2025
  - 8e étape de Paris-Nice
  - 4e de Paris-Nice
  - 7e du Tour Down Under
  - 7e de la Cadel Evans Great Ocean Road Race

### Résultats sur les grands tours

#### Tour d'Italie
1 participation
- 2024 : 59e

### Classements mondiaux
| Année                                 | 2021  | 2022 | 2023 | 2024 |
| ------------------------------------- | ----- | ---- | ---- | ---- |
| Classement mondial                    | 1190e | 91e  | 108e | 87e  |
| UCI America Tour                      | 171e  | 9e   | 11e  | 12e  |
|                                       |       |      |      |      |
| Légende : nc = non classéSource : UCI |       |      |      |      |

## Palmarès en cyclo-cross
- 2018-2019
  -  Champion panaméricain de cyclo-cross juniors
  - 3e du championnat des États-Unis de cyclo-cross juniors
- 2019-2020
  - 3e du championnat des États-Unis de cyclo-cross juniors